# Maurice Thiolas
Maurice Thiolas est un homme politique français né le 17 avril 1901 à Brioude (Haute-Loire) et décédé le 14 mars 1964 à Brioude.
Avocat, il devient conseiller municipal de Brioude, puis maire de Saint-Eble. En 1937, il est élu conseiller général du Canton de Lavoûte-Chilhac. Il est député SFIO de la Haute-Loire de 1933 à 1940. Le 10 juillet 1940, il vote les pleins pouvoirs au maréchal Pétain.
Après la Libération, il abandonne la vie politique et se consacre à son métier d'avocat et à l'histoire locale.

## Sources
- « Maurice Thiolas », dans le Dictionnaire des parlementaires français (1889-1940), sous la direction de Jean Jolly, PUF, 1960 [détail de l’édition]